# Pouillot de Temminck
Phylloscopus coronatus
Espèce
Répartition géographique
Statut de conservation UICN

 LC  : Préoccupation mineure
Le Pouillot de Temminck (Phylloscopus coronatus) est une espèce de passereaux de la famille des Phylloscopidae. Il vit les forêts boréales et tempérées de l'Est du Paléarctique.

## Répartition
Le Pouillot de Temminck niche dans l'Est de la Sibérie, depuis le fleuve Argoun vers l'Est et le Sud jusqu'à l'Ouest de la Mandchourie ainsi que dans le centre du Sichuan, la péninsule coréenne et le Japon. Il hiverne dans le Sud-Est de l’Asie, depuis l’Est de l’Inde et le Bangladesh jusqu’à Java. Il s'est déjà égaré en Europe occidentale, le premier signalement pour la Grande-Bretagne ayant eu lieu dans le comté de Durham en 2009. Il s'agissait du cinquième enregistrement dans le Paléarctique occidental (Royaume-Uni et Scandinavie).

## Habitat
Le Pouillot de Temminck se rencontre dans les forêts ouvertes, mixtes ou à feuilles caduques, aux altitudes inférieures et moyennes des montagnes, bien que dans la partie Nord de son aire de répartition, il vit dans la taïga dense. Les oiseaux hivernants se trouvent dans les forêts ouvertes, les jungles profondes et les mangroves. Il s'agit d'une espèce arboricole mais elle se nourrit assez bas dans la végétation et rejoint des troupeaux mixtes d'autres petits oiseaux en hiver et pendant la saison de reproduction. L'espèce est souvent repérée par ses chants fréquents. Il attrape facilement les mouches en sortant d'un perchoir pour attraper des insectes en vol.

## Description
Le pouillot de Temminck est un pouillot de taille moyenne, plutôt robuste et aux couleurs vives. Il est vert olive foncé dessus et blanc dessous avec une tête contrastée composé de rayures latérales sombres et grises avec une bande médiane jaunâtre indistincte sur la couronne. Il a également un long sourcil blanc jaunâtre avec un trait sourcilier sombre à travers l'œil, des lores sombres et des joues jaune foncé. Il a une seule barre alaire pâle. La queue carrée présente une légère fourche. Il a un bec assez fort et robuste, de couleur pâle et des pattes foncées.

## Classification
Le nom valide complet (avec auteur) de ce taxon est Phylloscopus coronatus (Temminck & Schlegel, 1847).
L'espèce a été initialement classée dans le genre Ficedula sous le protonyme Ficedula coronata Temminck & Schlegel, 1847.
Ce taxon porte en français le nom vernaculaire ou normalisé suivant : Pouillot de Temminck.
Phylloscopus coronatus a pour synonymes :
- Ficedula coronata Temminck & Schlegel, 1847
- Seicercus coronatus (Temminck & Schlegel, 1847)

### Étymologie
Son épithète spécifique dérive du latin coronatus, « couronné ».